# Listă de politicieni israelieni implicați în scandaluri publice
Aceasta este o listă de politicieni israelieni implicați în scandaluri publice:

## Președinți
- Moshe Katsav, condamnat în 2011 la 7 ani de închisoare pentru viol.[1][2]

## Prim-miniștri
- Ehud Olmert, condamnat la șase ani de închisoare pentru corupție.[3]

## Miniștri
- Haim Ramon, ministru al justiției, găsit vinovat de hărțuire sexuală în 2007.[4]